# Ishacka

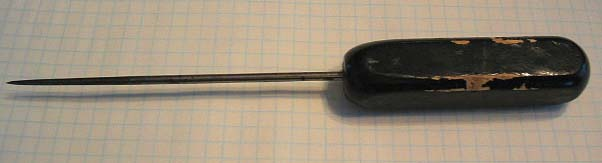
En vanlig ishacka.

Ishacka är ett spettliknande verktyg med handtag. Det används för att hugga sönder is för isfiske eller igloobygge samt, framförallt förr, för att finfördela isblock till isbitar att användas som kylning vid livsmedelshantering.
För bergsklättring på snö och is används isyxa.